# مارسيل ديون
مارسيل ديون هو لاعب هوكي جليد كندي، ولد في 3 أغسطس 1951 في درومونفيل في كندا.

## وصلات خارجية
- الموقع الرسمي
- مارسيل ديون على موقع دوري الهوكي الوطني (الإنجليزية)
- مارسيل ديون على موقع EliteProspects.com (الإنجليزية)
- مارسيل ديون على موقع HockeyDB.com (الإنجليزية)
- مارسيل ديون على موقع Hockey-Reference.com (الإنجليزية)
- مارسيل ديون على موقع قاعة كندا للمشاهير الرياضية (الإنجليزية)
- مارسيل ديون على موقع قاعة كيبيك للمشاهير الرياضية (الفرنسية)
- مارسيل ديون على موقع قاعة كاليفورنيا للمشاهير الرياضية (الإنجليزية)
- مارسيل ديون على موقع إن إن دي بي (الإنجليزية)